# Cena Evropské unie za současnou architekturu
Cena Evropské unie za současnou architekturu - Cena Miese van der Rohe (European Union Prize for Contemporary Architecture – Mies van der Rohe Award) je ocenění v oblasti architektury, které jednou za dva roky udělují Evropská komise a španělská Nadace Miese van der Rohe. Cena byla poprvé udělena v roce 1987. V soutěži mohou figurovat stavby postavené v dvouletém období vůči danému ročníku soutěže, postavené v Evropě a vyprojektované Evropany.

## Seznam výherců
| Rok  | Architekt                                          | Vítězná budova | Vítězná budova                                         | Místo                |
| ---- | -------------------------------------------------- | -------------- | ------------------------------------------------------ | -------------------- |
| 1988 | Alvaro Siza                                        |                | Banco Borges e Irmão                                   | Vila do Conde        |
| 1990 | Norman Foster                                      |                | Nový terminál Letiště Stansted                         | Londýn               |
| 1992 | Esteve Bonell a Francesc Rius                      |                | Palau Municipal d'Esports de Badalona                  | Badalona             |
| 1994 | Nicholas Grimshaw                                  |                | Železniční stanice Waterloo International              | Londýn               |
| 1996 | Dominique Perrault                                 |                | Francouzská národní knihovna                           | Paříž                |
| 1998 | Peter Zumthor                                      |                | Kunsthaus Bregenz                                      | Bregenz              |
| 2001 | Rafael Moneo                                       |                | Kongresové centrum Kursaal                             | San Sebastián        |
| 2003 | Zaha Hadid                                         |                | parkoviště Hœnheim a tramvajová zastávka Hœnheim       | Hoenheim             |
| 2005 | Rem Koolhaas                                       |                | Budova velvyslanectví Nizozemska v Berlíně             | Berlín               |
| 2007 | Mansilla+Tuñón Arquitectos                         |                | MUSAC - Museo de arte contemporáneo de Castilla y León | León                 |
| 2009 | Snøhetta                                           |                | Opera v Oslu                                           | Oslo                 |
| 2011 | David Chipperfield                                 |                | Nové muzeum                                            | Berlín               |
| 2013 | Henning Larsen Architects a Studio Olafur Eliasson |                | Harpa - koncertní sál Harpa                            | Reykjavík            |
| 2015 | Barozzi Veiga                                      |                | Štětínská filharmonie                                  | Štětín               |
| 2017 | NL Architects a XVW architectuur                   |                | DeFlat Kleiburg                                        | Amsterdam            |
| 2019 | Lacaton & Vassal                                   |                | budovy G, H, I, v Grand Parc                           | Bordeaux             |
| 2022 | Grafton Architects                                 |                | Městský dům Kingstonské univerzity                     | Kingston-upon-Thames |

Žádná česká stavba zatím cenu nezískala ani se nedostala do finále. Do užšího výběru se dostaly v roce 1996 brněnská Budova Investiční a poštovní banky architektů Gustava Křivinky a Aleše Buriana, v roce 2001 pražské Muzo Centrum studia D3A, v roce 2003 Pěší cesta Jelením příkopem od Josefa Pleskota a Palác Euro studia DaM, v roce 2005 Klášter Nový Dvůr britského architekta Johna Pawsona a v roce 2009 Vila v Česnošicích slovenských architektů Jana Studeného a Martina Vojty.
V roce 2022 se do užšího výběru dostala revitalizace Pražské náplavky architekta Petra Jandy, v roce 2024 pak rekonstrukce historické budovy bývalých jatek pro účely galerie Plato Ostrava architektů z KWK Promes.